# Dog kanaryjski
Dog kanaryjski (oryginalna nazwa perro de presa canario) – rasa psa zaliczana do grupy molosów w typie mastifa, wyhodowana na Wyspach Kanaryjskich (Teneryfa i Gran Canaria) do stróżowania i pilnowania stad bydła oraz do walki z psami. Współcześnie jest trzymany jako pies pilnujący stad bydła i pies-towarzysz.

## Rys historyczny

Młoda suka presa canario

Presa canario to psy sprawne i szybkie

Presa canario – dziś szeroko rozpoznawany również jako dogo canario, a w Polsce dog kanaryjski – to rasa bardzo stara. Pierwsze wzmianki o nich pojawiły się w dokumentach historycznych już kilka lat po podboju Wysp Kanaryjskich przez Hiszpanów. Przed podbojem Wyspy zamieszkiwał lud Guanchów. Posiadali oni swoje małe psy zwane przez nich „cancha”. W trakcie podbojów większość Guanchów zginęła, a pozostali zostali zasymilowani z hiszpańskimi najeźdźcami. Lud Guanchów przez wiele lat stawiał opór nie dając się podbić jednak ustąpił, gdy Hiszpanie użyli do walk swoich psów bojowych, mających później również udział w podboju Nowego Świata. Przywiezione psy z biegiem czasu zaczęły mieszać się z miejscowymi dzięki izolacji tworząc oddzielną populację, która z czasem stała się nową rasą. Liczne perypetie sprawiły, że stary perro de presa – zapomniany, zastępowany nowymi rasami i mieszany z nimi – powoli ginął z krajobrazu Wysp Kanaryjskich. W latach 70. XX wieku rasa na nowo odkryta w świadomości entuzjastów rasy została stopniowo zrekonstruowana. Przeprowadzano wywiady ze starymi hodowcami i ludźmi, którzy znali rasę w przeszłości, szukano po wsiach i miastach ostatnich jej przedstawicieli, na których można było zacząć pracę, stworzyć nowe linie i podwaliny dla rasy w dzisiejszym znaczeniu tego słowa. Wyhodowano również wiele krzyżówek z innymi rasami w celu ujednolicenia populacji i uzyskania szerszej puli genetycznej. Już w latach 1986–1987 zorganizowano dwa regionalne pokazy, na których zaprezentowano liczną grupę psów, sporządzono ponad osiemdziesiąt raportów i zaprezentowano rasę Komisji do Ras Hiszpańskich, a następnie na Międzynarodowej Wystawie Psów w Madrycie w 1987 roku oficjalnie zaprezentowano publiczności parę psów tej nowej rasy hiszpańskiej. Tymi psami były pręgowane Faycan i Marquesa. Rasa zyskała uznanie, przedstawione na jej temat informacje wystarczyły do tego, by w 1989 perro de presa canario został oficjalnie uznany wraz ze wzorcem zawierającym wytyczne co do tego, jak powinien wyglądać i zachowywać się idealny przedstawiciel tej rasy. W grudniu 1990 roku odbyła się pierwsza Monografika rasy, swoisty przegląd osiągnięć hodowlanych i wyznacznik tego, do czego dąży się w rasie. Monografiki odbywają się na Wyspach Kanaryjskich od tamtej poru co roku.
Rasa została wstępnie uznana przez FCI w 2001 roku z nowym wzorcem i nową nazwą „Dogo Canario”. Dzięki temu dog kanaryjski trafił na scenę międzynarodową szybko zyskując uznanie w Europie. Tymczasem hodowcy z Wysp Kanaryjskich, Hiszpanii i USA pracowali nad zachowaniem pierwotnego charakteru i wyglądu psa, co w 2003 roku skutkowało rejestracją rasy w UKC, pod nazwą „Perro de Presa Canario”, jednak wzorzec również ulega drobnym zmianom. W lipcu 2011 roku rasa została w pełni uznana przez FCI na Wystawie Światowej w Paryżu, uzyskując prawdo do CACIB. Wprowadzono również nowe korekty do wzorca i uściślono pojęcia w nim zawarte.

## Kontrowersje dotyczące nazwy
Wśród entuzjastów rasy od lat trwa spór nad podziałem rasy na dwie: dogo canario i presa canario. Spór ten nie wydaje się być bliski zakończenia. W momencie wstępnego uznania rasy przez FCI część hodowców nie zgodziła się na zmiany zaproponowane w nowym wzorcu i zmianę nazwy rasy z historycznej perro de presa canario, na nową dogo canario. Spór ten doprowadził do rozłamu w hodowli. Z kynologicznego punktu widzenia rasa wciąż tworzy jedność. Psy z rodowodami FCI mogą być rejestrowane w UKC (choć odwrotna możliwość nie istnieje).

## Charakter

Różnego rodzaju testy odwagi i charakteru oraz sporty psów obronnych są coraz częstsze wśród entuzjastów rasy

Współczesny dog kanaryjski to pies zrównoważony i bardzo pewny siebie, cechujący się opanowaniem, umiejący zachować samokontrolę i powagę wobec zagrożenia. W przypadku zagrożenia reaguje szybko, odważnie, zdecydowanie i skutecznie. Wymaga prowadzenia przez osobę doświadczoną w układaniu psów bojowych, ze względu na skłonności do zachowań agresywnych.
Pies-towarzysz, pies rodzinny, oddany swoim opiekunom, których w razie potrzeby będzie potrafił obronić. Są to psy bardzo inteligentne, ale uparte, choć szkolą się łatwo. Instynktownie bronią powierzonego im terenu. W przeszłości były to psy pomagające przy ujarzmianiu i pilnowaniu bydła oraz owiec, w polowaniach, pilnowały dobytku. Rasa miała również swój udział w walkach psów zwanych w Hiszpanii „pechadas”. Wyrobione – przez funkcje jakie pełniły – predyspozycje sprawiają, że dziś presy są świetnymi psami obronno-stróżującymi. Z dalszej hodowli powinny być eliminowane osobniki nadmiernie lękliwe bądź agresywne. Presa to pies gotowy stanąć w obronie swojego opiekuna i przy tym niesprawiający mu kłopotów na każdym kroku przez zbyt wybuchowe reakcje.

## Wygląd

Głowa suki doga kanaryjskiego

Dog kanaryjski jest średniej wielkości molosem krzepkiej budowy, o harmonijnych proporcjach. Duża, masywna głowa, silne szczęki, ciemnobrązowe oczy. Ciało jest dłuższe niż wysokość w kłębie, o głębokiej i szerokiej klatce piersiowej, mocnym zadzie i dobrze kątowanych kończynach. Sprawia wrażenie stabilnego i bardzo mocnego. Psy tej rasy poruszają się z lekką nonszalancją, czasem sprawiają wrażenie dużych kotów w kłusie. Nawet te potężnie zbudowane potrafią często zadziwić lekkością.

## Umaszczenie
Występują w dwóch kolorach – pręgowanym od jasno słomkowego i siwego w ciemne pręgi, przez rudy i brązowy, aż do niemal całkowicie czarnego, oraz płowego od piaskowego po intensywny pomarańcz, zawsze z czarną maską i niekiedy białymi znaczeniami. Tradycyjnie dogi kanaryjskie występowały również w umaszczeniu czarnym (dopuszczalne przez niektóre organizacje kynologiczne) oraz dopuszczano większą ilość białych znaczeń na kufie, wokół szyi, na klatce piersiowej i łapach.

## Popularność
Z roku na rok rasa zdobywa coraz większą popularność na świecie. Z początkiem lat 90. XX wieku największe zainteresowanie poza Hiszpanią rasa wzbudziła w Stanach Zjednoczonych, jednak jej początki w tym kraju były dość ciężkie. Wielu hodowców próbowało tworzyć tę rasę od nowa używając w tym celu innych ras. Sytuacja ta uległa zmianie pod koniec lat 90. i sukcesywnie się poprawiała poprzez działania niektórych hodowców w propagowaniu poprawnego typu oraz poprzez import do kraju psów wysokiej klasy. W Europie znaczne zainteresowanie pojawiło się pod koniec lat 90. W zwiększeniu popularności miały udział psy wyhodowane w Polsce, które od 2001 roku zdobyły wiele oraz odnosiły sukcesy na ringach hiszpańskich startując z najlepszymi przedstawicielami rasy. W Polsce mieszka również pierwszy w historii rasy pies z tytułem „Championa Odwagi” nadany przez Czeski Klub Rasy. W roku 2011 na Wystawie Światowej w Paryżu polskie psy zajęły liczące się miejsca w różnych klasach.

## Klasyfikacja FCI
W klasyfikacji FCI rasa ta została zaliczona do grupy II – Pinczery, sznaucery, molosy i szwajcarskie psy do bydła, sekcja 2.1 – Molosy typu mastifa. Dog kanaryjski nie podlega próbom pracy.

## Prawo
W Polsce pies kanaryjski został ujęty w wykazie ras psów uznawanych za agresywne.